# Georges Lemmen

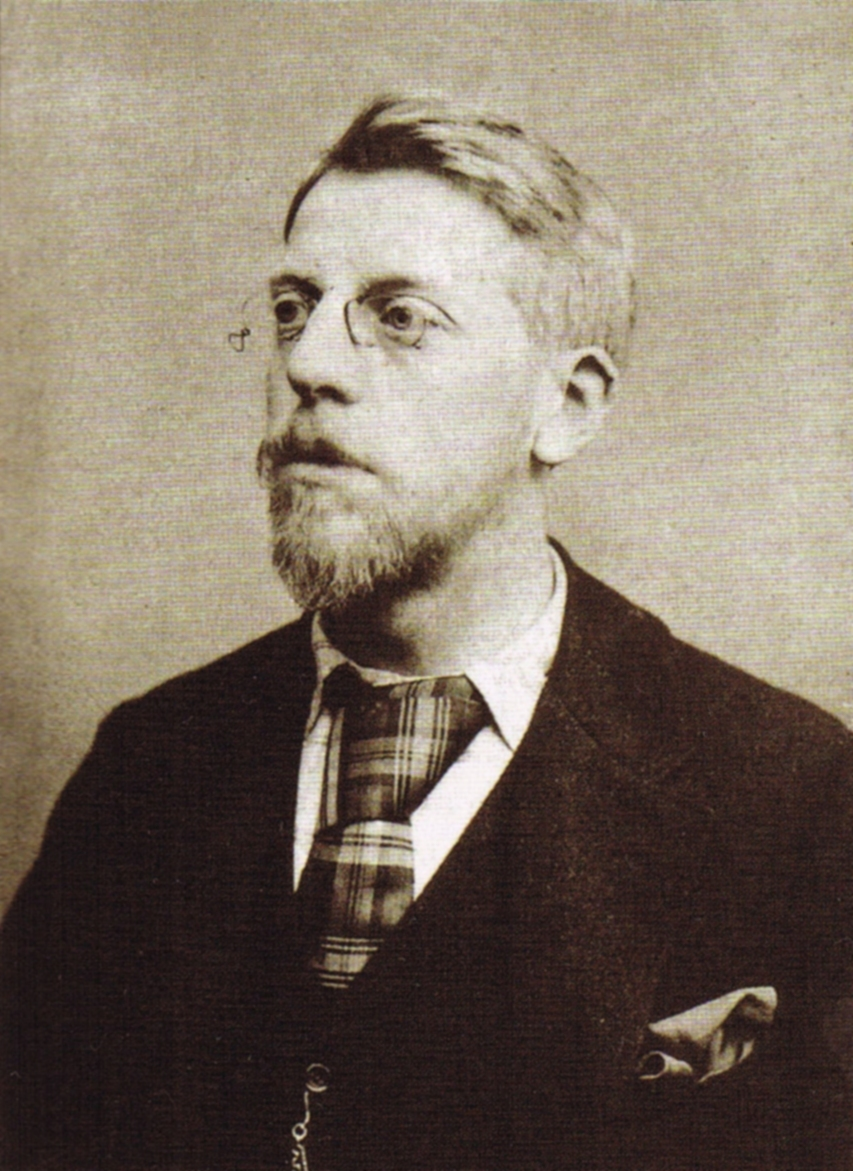
Georges Lemmen.

Georges Lemmen, född den 25 november 1865 i Schaerbeek, död den 5 juli 1916 i Uccle, var en belgisk konstnär.
Lemmen var en av sin tids moderna konströrelses mest mångsidiga krafter. Han började som målare, påverkades av impressionisten Seurat, vars dekorativa linjeföring och punkteringsmetod med rena färger han upptog. 
Huvudsakligen inom konstindustrin sökte Lemmen sedan utlopp för sin skapande förmåga och sin mycket individuella läggning. Hans område blev det rent ornamentala och abstrakta, linjekomposition och fläckmönster. Lemmen utförde mönster för tapeter och vävnader samt även ritningar till möbler, till bokutsmyckning, vinjetter, monogram, exlibris, järnbeslag, glasmosaik. 
Mot slutet av sitt liv återupptog Lemmen måleriet i olja, akvarell, pastell och utförde även litografier. Hans porträtt ansågs förträffliga; han lämnade också mycket individuella aktstudier och kompositioner samt interiörer av utsökt känslig koloristisk hållning. Hans ornamentstil har haft stort inflytande, och många tecknare gick i hans spår.